# Asjantiklauwier
De asjantiklauwier (Malaconotus lagdeni) is een zangvogel uit de familie Malaconotidae (bosklauwieren).

## Verspreiding en leefgebied
Deze soort komt voor in westelijk en oostelijk Afrika en telt twee ondersoorten:
- M. l. lagdeni: van Sierra Leone tot Ghana.
- M. l. centralis: oostelijk Congo-Kinshasa, westelijk Oeganda en westelijk Rwanda.

## Status
De grootte van de populatie is in 2020 geschat op 20.000-50.000 volwassen vogels. Aangenomen wordt dat de aantallen in behoorlijk  tempo achteruitgaan door ontbossing. Op de Rode lijst van de IUCN heeft deze soort de status gevoelig.